# Albert Monteys i Homar
Albert Monteys i Homar (Barcelona, 1971) és un autor de còmic català, conegut sobretot pels seus treballs per al setmanari satíric El Jueves, revista de la qual va ser director.
És guanyador dels premis a l'autor revelació (1997), al millor guió (2006) i a la millor obra (2019) del Saló Internacional del Còmic de Barcelona.

## Biografia

### Infància i adolescència
Albert Monteys va començar llegint els còmics en català que li compraven els seus pares, com Cavall Fort i Tretzevents fins que va descobrir els de Bruguera, com Mortadel·lo i Filemó, però especialment Super Llopis. Mai va deixar d'agradar-li  Astèrix .
Durant dos o tres anys va llegir bastants còmics de superherois i entre els dotze i els quinze anys, còmic francobelga, comprant fins i tot Spirou en  francès. També va fer els seus primers passos a la revista de l'escola.
Amb Marvel Super Heroes Secret Wars, publicat per Cómics Forum el 1985, va perdre l'interès pel gènere de superherois, i es va tornar cap a revistes com Cimoc fins a la publicació de Watchmen per Ediciones Zinco el 1987. Va estudiar un any a la Escola Joso, sumant-se a un fanzine de Mataró titulat Què trames?

### Inicis professionals (1990-1995)
Mentre estudiava el primer any de Belles Arts a la Universitat de Barcelona, va presentar unes mostres a l'avui dia desapareguda editorial  barcelonina Joc Internacional, especialitzada en  jocs de rol i de  guerra, tot i que llavors tot just els coneixia. Va ser acceptat, i al número 17 de la seva revista  Líder, corresponent a juny de 1990, va aparèixer la seva primera tira de premsa, datada el 1989, i germen de la seva tira bimestral de l' Oncle Trasgo. Va realitzar també les il·lustracions de  suplements de jocs de rol, com ara El llibre dels trolls, de la sèrie de suplements per al joc de rol RuneQuest, i amb el temps, Monteys va arribar a ser encarregat de producció de l'editorial.
Paral·lelament al seu treball en l'àmbit dels jocs de rol, i juntament amb en Sergi Sanjulián, va dibuixar el comic-book Gorka (1992-1994) i, el que és encara més important, ja que va fixar profundament el seu esperit juganer i alternatiu, va fer amistat amb els seus companys de facultat José Miguel Álvarez, Ismael Ferrer i Alex Fito, constituint amb ells el 'col·lectiu La Penya Productions' que va publicar vuit números del còmic Mondo Lirondo (Camaleón Ediciones, 1993-1997) amb el que va obtenir el premi al millor fanzine en el Saló del Còmic de Barcelona de 1994.
Obtinguda la llicenciatura en 1994, va continuar il·lustrant cobertes i il·lustracions interiors de jocs de rol com Nens! (creat per Francisco Franco Garea en 1994), Almogàvers (1995) i  Tirant lo Blanc (1996), aquests dos últims dissenyats per Enric Grau. El gener de 1996, amb el número 51 de Líder, Monteys va reemplaçar la seva tira de l' Oncle Trasgo per una altra tira seva, titulada El Club.

### Professionalització (1996-1998)
Poc abans, havia començat també a col·laborar amb la revista infantil catalana "Tretzevents", on hi va publicar algunes historietes de La bruixa Matilde.
Al 1997 seria proclamat autor revelació al Saló del Còmic de Barcelona per Calavera Lunar, un còmic que també estava nominat a les categories de millor obra i millor guió.
La notorietat adquirida li va facilitar ràpidament un espai en El Jueves, on realitza les sèries Tato i (en col·laboració amb Manel Fontdevila) Para ti, que eres joven, així com historietes de temes d'actualitat.
Ha realitzat historietes infantils per a la revista catalana Tretzevents, així com il·lustracions. Pel que fa a jocs de rol ha realitzat les cobertes i les il·lustracions interiors d'Almogàvers i Tirant lo Blanc.

### Maduresa (1999-actualitat)
Entre el 2006 i el 2011 també va ser director d'El Jueves. L'any 2004 va publicar per a la revista Mister K la sèrie Carlitos Fax, protagonitzada per un fax robòtic del segle XXX, la recopilació en llibre de la qual li va fer guanyar un nou premi al Saló Internacional del Còmic de Barcelona, el de Millor Guió (2006). En Monteys també ha participat en diversos llibres col·lectius com Almanaque Extraordinario Bardín baila con la más fea (2000), Humor a todo tren (2000), Artículo 20 (2003) o Día de muertos en México (2004).
Encara com a director d'El Jueves va afrontar el segrest i posterior condemna de la seva revista pel delicte de injúries al llavors  Príncep Hereu. En aquesta època va reprendre la seva  Calavera Lunar  per a la gallega  BD Banda.
El gener de 2011, va deixar la direcció de "El Jueves" en mans de Maite Quílez per poder dedicar més temps a la seva tasca com a dibuixant.
El juny de 2014, igualment com alguns companys, va presentar la seva renúncia a continuar a la revista El Jueves, arran d'una polèmica generada quan el grup editor RBA va pressionar perquè es retirés la portada que s'havia fet sobre l'abdicació del rei Joan Carles, que el mostrava tot passant-li una corona plena d'excrements al seu fill Felip. i actualment publica a la revista digital Orgullo y satisfacción
En 2014 comença a publicar en format digital a través de Panel Syndicate la sèrie de ciència-ficció retrofuturista ¡Universo!, que el 2017 va ser nominada al Premi Eisner en la categoria de «millor còmic digital» i amb la qual va obtenir el premi Carlos Giménez al Millor Webcomic o Còmic Online. A l'abril de 2018 Astiberri Ediciones comença la publicació en paper del còmic, amb el que suma tres nominacions en els Premis Internacionals de la Crítica, obtenint el guardó en la categoria de Millor autor nacional, altres dos premis en la II edició dels premis Carlos Giménez en les categories de Millor dibuixant i Millor obra nacionals. Seguidament, també guanya el premi a la Millor Obra d'Autor Espanyol del Saló del Còmic de Barcelona de 2019 "per unir la irreverència del còmic d'humor i la profunditat de la ciència-ficció clàssica".
A finals del 2024 va publicar la 7a part de ¡Univers! després de 4 anys de sequera de la saga.